# Sextus Attius Suburanus Aemilianus
Sextus Attius Suburanus Aemilianus war ein römischer Senator und Prätorianerpräfekt unter Kaiser Trajan.
Suburanus stammte aus dem Ritterstand. Durch eine Inschrift ist seine Laufbahn vor der Prätorianerpräfektur überliefert. Demnach war er praefectus fabrum, Präfekt der Ala Tauriana, Assistent des legatus Augusti pro praetore Vibius Crispus in der Provinz Hispania citerior bei der Durchführung eines Zensus, Assistent des praefectus annonae Lucius Iulius Ursus sowie des Präfekten von Ägypten. Es folgten die Prokuratoren für den Bergbau (procurator Augusti ad Mercurium) und der Cottischen Alpen und der Stämme der Pedates, Tyrier, Cammunten und Lepontier.  (procurator Augusti Alpium Cottianarum et Pedatium Tyriorum et Cammuntiorum et Lepontiorum), Prokurator der Provinz Iudaea und anschließend der Provinz Belgica.
Suburanus wurde um das Jahr 99 Nachfolger des Casperius Aelianus, der im Jahr 97 einen Aufstand gegen Kaiser Nerva unternommen hatte und deshalb vom neuen Kaiser Trajan ein Jahr später hingerichtet worden war. Plinius der Jüngere berichtet in seiner Lobrede auf Trajan über das Vertrauensverhältnis zwischen dem Kaiser und Suburanus. Ihm habe Trajan sein Schwert überreicht mit den Worten: „Nimm dieses Schwert und verwende es für mich, wenn ich gut regiere; andernfalls gegen mich.“  Die Nachricht von der Überreichung des Schwerts findet sich auch bei den späteren Autoren Cassius Dio und Aurelius Victor.
Suburanus begleitete als comes Trajan während seiner Inspektionsreisen. Er wurde in den Senat aufgenommen und bekleidete zweimal das Konsulat. Durch Militärdiplome, die auf den 13. März 101 datiert sind, ist belegt, dass 101 Suffektkonsul war; er folgte Trajan nach, der als ordentlicher Konsul zurückgetreten war und übte dieses Amt zusammen mit Quintus Articuleius Paetus aus. Im Jahr 104 war dann zusammen mit Marcus Asinius Marcellus ordentlicher Konsul.